# Ernst Laas
Ernst Laas (Fürstenwalde, 16 giugno 1837 – Strasburgo, 25 luglio 1885) è stato un filosofo tedesco.

## Vita
Studiò teologia e filosofia con Friedrich Adolf Trendelenburg a Berlino e più tardi divenne professore di filosofia all'università di Strasburgo. 
Nella sua opera Kant's Analogien der Erfahrung (1876) criticò il trascendentalismo di Immanuel Kant, e nella sua opera più importante  Idealismus and Positivismus (3 volumi, 1879-1884), trasse un netto contrasto tra il Platonismo, da cui deriva il trascendentalismo, e il positivismo, di cui considerò Protagora il fondatore. Laas effettivamente fu uno studioso di David Hume. In tutto il suo lavoro tenta di collegare la metafisica con l'etica e la pedagogia

## Opere
- Der deutsche Aufsatz in den obern Gymnasialklassen (1868; 3rd ed., part i., 1898, part ii., 1894),
- Der deutsche Unterricht auf höhern Lehranstalten (1872; 2nd ed. 1886).

Il Litterarischer Nachlass, una collezione di scritti postuma, fu pubblicata a Vienna nel 1887.